# Національний парк Кусіро-Сіцуген
Національний парк Кусіро-Сіцуген (яп. 釧路湿原国立公園, Kushiro-Shitsugen Kokuritsu Kōen) — національний парк, розташований на сході острова Хоккайдо, Японія. Він був визначений національним парком 31 липня 1987 року. Парк відомий своїми водно-болотними екосистемами.
Кусіро-Сіцуген (водно-болотні угіддя Кусіро або Болото Кусіро, болотистий край) займає площу 268,61 квадратного кілометра (103,71 миля2) на рівнині Кусіро (Kushiro-heiya) і містить найбільші масиви очеретяних заростей в Японії. Річка Кусіро (154 кілометри (96 миля)), яка бере початок в озері Кушаро, петляє через більшу частину парку. Під час Рамсарської конвенції 1980 року, у якій брала участь Японія, парк уперше був зареєстрований як торфовище з верховими болотами. У 1967 році самі водно-болотні угіддя (сіцуген) були визнані національною природною пам'яткою. З цієї причини доступ суворо обмежений, а ландшафт, найбільш типовий для Хоккайдо, збережений.

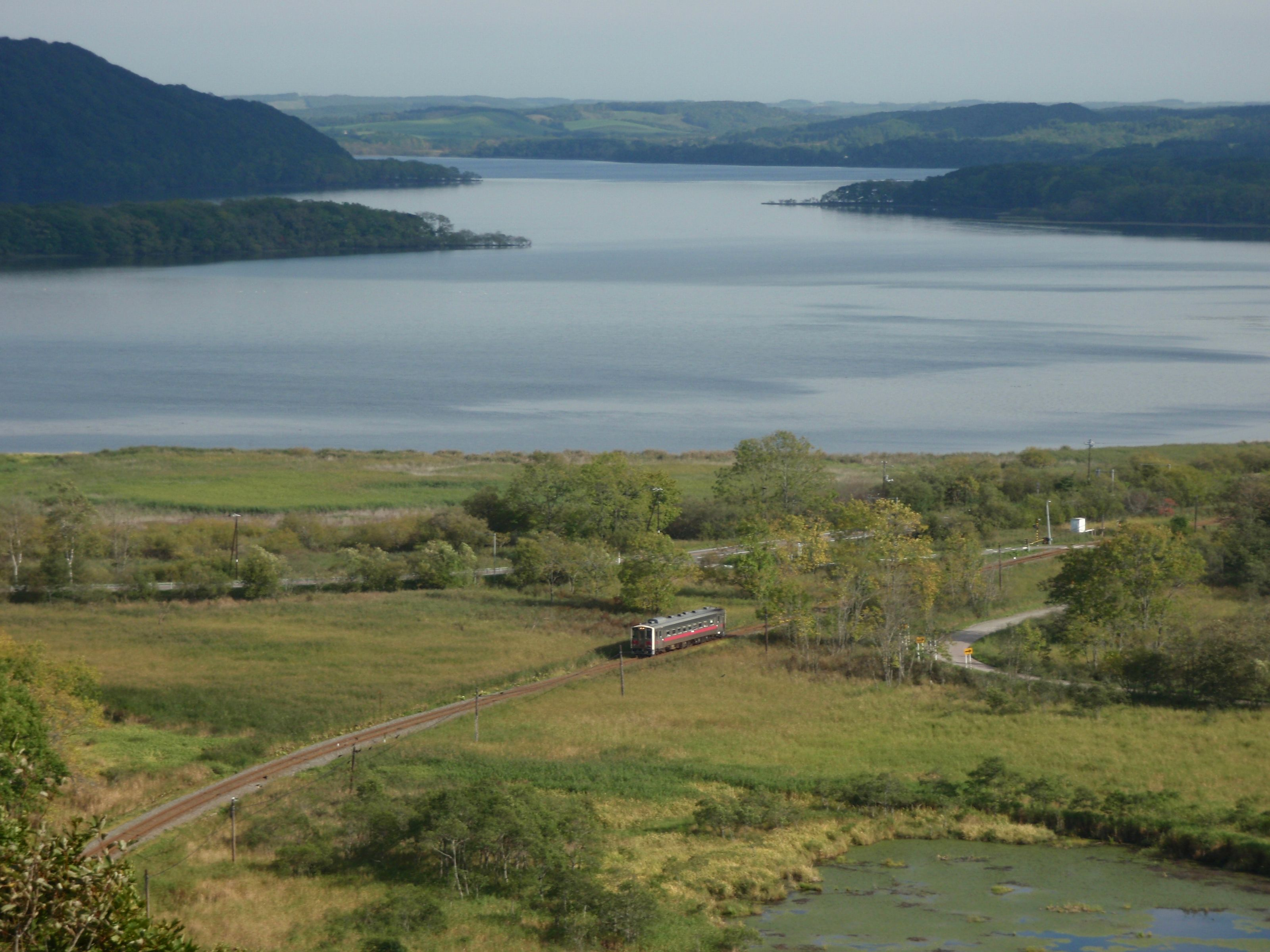
Поїзд проїжджає через водно-болотні угіддя Кусіро на Хоккайдо, Японія

## Дика природа
Рослинність парку складається з очерету, осоки, торф'яно-мохових заболочених угідь, заростей вільхи чорної. Річки, які вільно вигинаються вперед і назад, групи озер і боліт, а також інші вологі екосистеми складають різноманітне середовище. Кусіро-сіцуген є домівкою для понад 600 видів рослин. Парк є цінним притулком для таких диких видів, як журавель японський (Grus japonensis), лосось дунайський (Hucho perryi), сибірський кутозуб (Salamandrella keyserlingii) і бабка (Leucorrhinia intermedia ijimai).

## Споріднені міста, селища та села
- Субпрефектура Кусіро
  - Кусіро, Хоккайдо
  - Кусіро, (місто)
  - Сібетя
  - Цуруй